# Marian Auerbach
Marian (Majer) Auerbach (ur. 1882, zm. 1941 we Lwowie) – polski filolog klasyczny żydowskiego pochodzenia.

## Życiorys
Ukończył studia filologiczne na Uniwersytecie Lwowskim, gdzie w 1911 obronił doktorat i w 1932 habilitował się, a także wykładał. Był członkiem przybranym Towarzystwa Naukowego we Lwowie, współpracownikiem Komisji Filologicznej Polskiej Akademii Umiejętności, autorem wydanego po raz pierwszy w 1935 i wielokrotnie wznawianego podręcznika akademickiego Gramatyka grecka. Zajmował się m.in. działalnością popularnonaukową, dydaktyczną, w szczególności propagowaniem antyku wśród młodzieży. Znany był z artykułów publikowanych na łamach „Filomaty”, dotyczących nauk ścisłych w starożytności.
Zamordowany przez gestapo w lipcu 1941 we Lwowie.